# Edward L. Tatum
Edward Lawrie Tatum, ameriški biokemik, genetik in akademik, nobelovec, * 14. december 1909, Boulder, Kolorado, Združene države Amerike, † 5. november 1975, New York.
Znan je kot pionir področja biokemijske genetike in po svojem delu na glivi vrste Neurospora crassa, na kateri je raziskoval vlogo genov v presnovi. S sodelavcem Georgeom W. Beadleom je postavil temelje za spoznanje, da vsak gen kodira točno en encim. Za to delo sta si leta 1958 razdelila polovico Nobelove nagrade za fiziologijo ali medicino (drugo polovico je prejel Tatumov doktorski študent Joshua Lederberg za odkritje bakterijske konjugacije).

## Življenjepis
Rodil se je kot prvi sin kemika Arthurja W. Tatuma in njegove žene Mabel, ki je bila gospodinja. V njegovi mladosti se je družina veliko selila, do leta 1925, ko so se ustalili v Madisonu (Wisconsin), kjer je njegov oče dobil položaj profesorja farmakologije na tamkajšnji univerzi. Tja se je dve leti kasneje vpisal tudi Tatum in 1932 diplomiral iz kemije. Študij je nadaljeval na isti univerzi, leta 1933 je tam pridobil magisterij iz mikrobiologije, nato pa dve leti kasneje (1935) še doktorat iz biokemije. V tem času se je poročil z June Alton, par je imel dva otroka.
Že v sklopu doktorskih raziskav se je začel ukvarjati s presnovo mikroorganizmov; pod mentorstvom W. H. Petersona in Marvina Johnsona je odkril, da je tiamin, ki predstavlja vitamin za človeka, tudi rastni dejavnik za bakterije, ki razgrajujejo propionsko kislino. Področje primerjalne presnove in biokemije ga je pritegnilo, zato je po doktoratu najprej ostal kot raziskovalec na matični univerzi, leta 1936 pa je dobil štipendijo za podoktorsko usposabljanje na Univerzi v Utrechtu na Nizozemskem, kjer se je ukvarjal s presnovo gliv. Ravno ob koncu tega obdobja je George W. Beadle iskal biokemika za pomoč pri raziskavah na Univerzi Stanford. Tatum se je prijavil in dobil položaj. Beadlov takratni cilj je bil karakterizirati prekurzorje očesnih pigmentov pri vinski mušici Drosophila melanogaster - dostopnost mutant te modelne vrste z različnimi okvarami vida bi pomagala razumeti povezavo med genetiko in biokemičnimi kaskadami sinteze pigmentov ter, širše, dokazati zvezo med geni in biološkimi funkcijami. Izolacija dovoljšnje količine teh snovi za kristalizacijo, ki bi omogočila razvozlanje kemične zgradbe, je bila dolgotrajen in naporen postopek, na koncu pa ju je z objavo prehitel Adolf Butenandt.
Z Beadlom sta se zato odločila najti preprostejši modelni organizem in izbrala krušno plesen vrste Neurospora crassa, kar se je izkazalo za dobro odločitev, saj je njen edini rastni dejavnik biotin. V laboratorijskih kulturah plesni sta nato povzročila okvare genetskega materiala z obsevanjem z rentgenskimi žarki in preučevala prehranske zahteve mutant. Za enega od takih sevov sta z elegantnim poskusom dokazala, da je razvil potrebo po piridoksinu, kar je pomenilo, da je prišlo pri njem do prekinitve poti sinteze te spojine. Poleg tega se je okvara dedovala po Mendlovih načelih, kar je omogočilo iskanje genetske podlage zanjo. V času, ko sta zagnala program raziskav, leta 1941, je Tatum postal docent na Univerzi Stanford, kjer je uvedel predmet primerjalne biokemije za študente biologije in kemije. Analitične tehnike, ki sta jih razvila z Beadlom, so se kmalu uveljavile kot močno orodje za temeljne raziskave in tudi v industriji, že na vrhuncu druge svetovne vojne so jih denimo uporabili pri razvoju produktivnejših sevov bakterije Penicillium chrysogenum za proizvodnjo penicilina. Vendar pa Tatum kot kemik na oddelku za biologijo Univerze Stanford ni bil deležen spodbude, zato se je leta 1945 odločil za selitev na Univerzo Yale, kjer so mu ponudili položaj profesorja biokemične mikrobiologije na oddelku za botaniko.
Že prej je razširil pristop na bakterije, za katere pa je takrat veljalo, da so manj primeren subjekt za genetiko, saj se ne razmnožujejo spolno. Spomladi in poleti 1946 je k njemu na usposabljanje prišel študent medicine Joshua Lederberg, ki je želel ovreči to prepričanje. S programom raziskav, ki ga je predlagal, sta odkrila genetsko rekombinacijo pri bakterijah in odprla področje bakterijske genetike. V naslednjih nekaj letih je Tatum nadaljeval z analizo poti sinteze metabolitov pri plesnih in bakterijah in prispeval več temeljnih odkritij. Leta 1948 ga je novo vodstvo Univerze Stanford povabilo kot profesorja na oddelek za biologijo, kjer se je bolj posvetil administraciji in usmerjanju raziskav, zato se je od takrat z eksperimentalnim delom manj ukvarjal. Na Stanfordu je ključno prispeval k integraciji in prenovi medicinske fakultete, leta 1956 pa je bil imenovan tudi za vodjo novega oddelka za biokemijo. Vendar pa so načrte prekrižale njegove osebne težave, ločil se je namreč od žene in zapustil njo ter obe hčeri. Zato je naslednje leto, še preden je uradno prevzel položaj vodje oddelka, zapustil Stanford in odšel na Rockefellerjev Inštitut za medicinske raziskave v New York.
V New Yorku se je poročil z Violo Kantor in se tudi na tej univerzi posvetil organizacijskemu delu, zlasti v povezavi s privabljanjem ter šolanjem mladih talentov. Kot svetovalec ali član vodstvenih odborov je deloval tudi v nekaterih drugih strokovnih organizacijah, kot sta Nacionalni odbor za znanost in Laboratorij Cold Spring Harbor, znanstveno pa se je ukvarjal predvsem z genetsko kontrolo razvoja. Zadnja leta življenja so ga mučile vedno hujše zdravstvene težave, kot strasten kadilec je bolehal za kronično obstruktivno pljučno boleznijo. Stanje je poslabšala nova osebna tragedija, ko mu je leta 1974 za rakom umrla druga žena. Sam je umrl leto dni kasneje zaradi odpovedi srca, tik pred tem se je poročil tretjič, z Elsie Bergland.

## Priznanja
Tatumov in Beadlov najpomembnejši prispevek znanosti je bilo spoznanje, da je v genih zapisan načrt za vse biokemične funkcije organizmov, pa teoretično ogrodje in orodja za preučevanje te povezave. Njuna raziskovalna skupina je bila prepoznana na državni ravni že ob koncu druge svetovne vojne in za svoje delo sta prejela številna strokovna priznanja. Tatum je bil leta 1952 izvoljen tudi za člana Nacionalne akademije znanosti ZDA. Leto dni po selitvi na Rockefellerjev inštitut, 1958, sta si z Beadlom razdelila polovico Nobelove nagrade za fiziologijo ali medicino. Vsaj sedem univerz mu je podelilo častne doktorate.